# Ljulin (metropolitana di Sofia)
Ljulin è una stazione delle linee M1 e M4 della metropolitana di Sofia.
La stazione venne inaugurata nel 1998 al di sotto di Bul. Tsartisa Yoanna Anche questa stazione possiede una piattaforma di lunghezza pari a 120 m.